# Молочай подушковидный
Молоча́й подушкови́дный (лат. Euphórbia pulvináta) ― многолетний суккулентное растение; вид рода Молочай (Euphorbia) семейства Молочайные (Euphorbiaceae).

## Морфология
Подушковидный низкорослый шаровидный суккулент, формирующий в дикой природе гигантские подушки до 3 м высотой, состоящие из нескольких тысяч небольших головок всего лишь 4—5 см в диаметре. Некоторые старые растения состоят из 40 000 головок и более.
Стебель короткий, от шарообразного до колоннообразного. В культуре представляет собой шаровидную головку, редко превышающую 30 см в высоту.
Шипы меняют окраску от белого до фиолетового в зависимости от сезона.

## Распространение
Южная Африка: ЮАР (на территории всех бывших провинций — Капской, Натала, Свободного государства, Трансвааля), Свазиленд, Лесото.
Растёт в районах с большим количеством осадков (до 1000 мм в год), иногда в виде снега. В некоторых местах он является самым доминирующим видом наряду с молочаем съедобным (Euphorbia esculenta) и молочаем сосочковым (Euphorbia mammillaris).

## Практическое использование
Разводится в домашних условиях как комнатное растение. Прост в уходе. Поливать его нужно регулярно, кроме самого холодного зимнего месяца, когда полив нужно уменьшит во избежание загнивания корней. Может выращиваться в садах с небольшими заморозками. В период покоя выносит заморозки до −9 °C. Нуждается в ярком солнце.

### Таксономическая таблица
|  |                                      |  |                                                             |                                                             |                      |  | ещё 36 семейств (согласно Системе APG II), в том числе Маковые | ещё 36 семейств (согласно Системе APG II), в том числе Маковые |                           |  |  |  | ещё ≈2000 видов |
|  |                                      |  |                                                             |                                                             |                      |  | ещё 36 семейств (согласно Системе APG II), в том числе Маковые | ещё 36 семейств (согласно Системе APG II), в том числе Маковые |                           |  |  |  | ещё ≈2000 видов |
|  |                                      |  |                                                             | порядок Мальпигиецветные                                    |                      |  |                                                                |                                                                | род Молочай (Euphorbia)   |  |  |  |                 |
|  |                                      |  |                                                             | порядок Мальпигиецветные                                    |                      |  |                                                                |                                                                | род Молочай (Euphorbia)   |  |  |  |                 |
|  | отдел Цветковые, или Покрытосеменные |  |                                                             |                                                             | семейство Молочайные |  |                                                                |                                                                | вид Молочай подушковидный |  |  |  |                 |
|  | отдел Цветковые, или Покрытосеменные |  |                                                             |                                                             | семейство Молочайные |  |                                                                |                                                                |                           |  |  |  |                 |
|  |                                      |  | ещё 44 порядка цветковых растений (согласно Системе APG II) | ещё 44 порядка цветковых растений (согласно Системе APG II) |                      |  |                                                                | ещё >300 родов                                                 | ещё >300 родов            |  |  |  |                 |
|  |                                      |  |                                                             | ещё 44 порядка цветковых растений (согласно Системе APG II) |                      |  |                                                                |                                                                | ещё >300 родов            |  |  |  |                 |